# Mystery Girl
Mystery Girl es el vigésimo primer álbum de estudio del músico estadounidense Roy Orbison, publicado por la compañía discográfica Virgin Records en febrero de 1989. El álbum, publicado de forma póstuma tras la muerte del músico el 6 de diciembre de 1988 a causa de un ataque al corazón, obtuvo un notable éxito comercial al alcanzar el puesto cinco en la lista estadounidense Billboard 200 y el dos en la británica UK Albums Chart.

## Lista de canciones
| Cara A |                               |                                    |                                             |          |  |
| N.º    | Título                        | Escritor(es)                       | Productor(es)                               | Duración |  |
| 1.     | «You Got It»                  | Roy Orbison, Jeff Lynne, Tom Petty | Jeff Lynne                                  | 3:30     |  |
| 2.     | «In the Real World»           | Richard Kerr, Will Jennings        | Roy Orbison, Mike Campbell, Barbara Orbison | 3:44     |  |
| 3.     | «(All I Can Do Is) Dream You» | Billy Burnette, David Malloy       | T-Bone Burnett                              | 3:39     |  |
| 4.     | «A Love So Beautiful»         | Roy Orbison, Jeff Lynne            | Jeff Lynne                                  | 3:33     |  |
| 5.     | «California Blue»             | Roy Orbison, Jeff Lynne, Tom Petty | Jeff Lynne                                  | 3:57     |  |

| Cara B |                         |                                           |                            |          |  |
| N.º    | Título                  | Escritor(es)                              | Productor(es)              | Duración |  |
| 6.     | «She's a Mystery to Me» | Bono, The Edge                            | Bono                       | 4:16     |  |
| 7.     | «The Comedians»         | Elvis Costello                            | T-Bone Burnett             | 3:26     |  |
| 8.     | «The Only One»          | Wesley Orbison, Craig Wiseman             | Roy Orbison, Mike Campbell | 3:55     |  |
| 9.     | «Windsurfer»            | Roy Orbison, Bill Dees                    | Roy Orbison, Mike Campbell | 4:01     |  |
| 10.    | «Careless Heart»        | Roy Orbison, Diane Warren, Albert Hammond | Roy Orbison, Mike Campbell | 4:08     |  |

| Temas extra (reedición de 2007) |                          |                             |               |          |  |
| N.º                             | Título                   | Escritor(es)                | Productor(es) | Duración |  |
| 11.                             | «You May Feel Me Crying» | Richard Kerr, Will Jennings | Brian Eno     | 4:14     |  |

| Temas extra (reedición de Legacy Recordings en 2014) |                                                 |                                    |          |  |
| N.º                                                  | Título                                          | Escritor(es)                       | Duración |  |
| 11.                                                  | «The Way is Love»                               | Roy Orbison, Bill Dees             | 4:12     |  |
| 12.                                                  | «She's a Mystery to Me» (Demo de estudio)       | Bono, The Edge                     | 4:51     |  |
| 13.                                                  | «(All I Can Do Is) Dream You» (Demo de estudio) | Billy Burnette, David Malloy       | 4:34     |  |
| 14.                                                  | «The Only One» (Demo de estudio)                | Wesley Orbison, Craig Wiseman      | 5:12     |  |
| 15.                                                  | «The Comedians» (Demo de estudio)               | Elvis Costello                     | 3:25     |  |
| 16.                                                  | «In the Real World» (Demo de estudio)           | Richard Kerr, Will Jennings        | 3:38     |  |
| 17.                                                  | «California Blue» (Demo de estudio)             | Roy Orbison, Jeff Lynne, Tom Petty | 4:42     |  |
| 18.                                                  | «Windsurfer» (Demo)                             | Roy Orbison, Bill Dees             | 3:50     |  |
| 19.                                                  | «You Are My Love» (Demo)                        | Roy Orbison, Bill Dees             | 2:35     |  |

## Personal
- Roy Orbison – voz, coros, guitarra acústica en 1 2 4 5 8 10, guitarra eléctrica en 6.
- Jeff Lynne – guitarra eléctrica en 1 5, guitarra acústica en 1 4, teclados en 1 4 5, piano en 1, bajo en 1 4 5, coros en 1 4 5 9.
- Tom Petty – guitarra acústica en 1 5, coros en 1 2 5.
- Mike Campbell - guitarra eléctrica en 2 10, guitarra acústica en 5 9 10, bajo en 2 10, mandolina en 5.
- Jim Keltner – batería en 2 6 7 8 9 10.
- Howie Epstein – bajo en 6 8 9, coros en 2 8 9 10.
- Benmont Tench – piano en 6 8 9 10, órgano en 8.
- Phil Jones – batería en 1, percusión en 1.
- Michael Utley – orquestación en 1 2 7 9.
- Barbara Orbison – coros en 2.
- Roy Orbison, Jr. – coros en 2.
- Al Kooper – órgano en 2.
- Rick Vito – guitarra eléctrica en 3, coros en 3, guitarra slide en 9.
- Tom "T-Bone" Wolk – bajo en 3.
- Buell Neidlinger – guitarra acústica en 3 7.
- Billy Burnette – guitarra acústica en 3, coros en 3.
- Mickey Curry – batería en 3.
- George Harrison – guitarra acústica en 4.
- Ray Cooper – batería en 4.
- Louis Clark – orquestación en 4 5.
- Ian Wallace – batería en 5, percusión en 5.
- Bono – guitarra eléctrica en 6.
- David Rhodes – guitarra eléctrica en 7.
- T-Bone Burnett – guitarra eléctrica en 7.
- Mitchell Froom – piano en 7.
- Jerry Scheff – contrabajo en 7.
- David Miner – orquestación en 7.
- Gary Coleman – percusión en 7.
- Steve Cropper – guitarra eléctrica en 8.

## Posición en listas
| País           | Lista                    | Posición |
| -------------- | ------------------------ | -------- |
| Alemania       | Media Control Chart      | 4        |
| Australia      | ARIA Albums Chart        | 1        |
| Austria        | Ö3 Austria Top 40        | 4        |
| Canadá         | RPM Albums Chart         | 4        |
| Canadá         | RPM Country Albums       | 20       |
| Estados Unidos | Billboard 200            | 5        |
| Estados Unidos | Top Country Albums       | 17       |
| Noruega        | VG-lista Albums Chart    | 1        |
| Nueva Zelanda  | New Zealand Albums Chart | 7        |
| Países Bajos   | Mega Albums Top 100      | 1        |
| Reino Unido    | UK Albums Chart          | 2        |
| Suecia         | Swedish Albums Chart     | 1        |
| Suiza          | Swiss Albums Chart       | 3        |

| Sencillo          | País           | Lista                         | Posición |
| ----------------- | -------------- | ----------------------------- | -------- |
| «You Got It»      | Australia      | ARIA Singles Chart            | 3        |
| «You Got It»      | Canadá         | RPM Singles Chart             | 1        |
| «You Got It»      | Canadá         | RPM Country Songs             | 3        |
| «You Got It»      | Estados Unidos | Billboard Hot 100             | 9        |
| «You Got It»      | Estados Unidos | Hot Country Songs             | 7        |
| «You Got It»      | Estados Unidos | Hot Adult Contemporary Tracks | 1        |
| «You Got It»      | Reino Unido    | UK Singles Chart              | 3        |
| «California Blue» | Australia      | ARIA Singles Chart            | 65       |
| «California Blue» | Estados Unidos | Hot Country Songs             | 51       |
| «California Blue» | Estados Unidos | Hot Adult Contemporary Tracks | 44       |
| «California Blue» | Reino Unido    | UK Singles Chart              | 77       |

## Certificaciones
| País           | Organismo certificador | Certificación | Ventas certificadas | Ref.   |
| -------------- | ---------------------- | ------------- | ------------------- | ------ |
| Estados Unidos | RIAA                   | Platino       | 1 000 000           | [ 19 ] |
| Canadá         | CRIA                   | Platino (x3)  | 300 000             | [ 20 ] |
| Alemania       | BVMI                   | Oro           | 250 000             | [ 21 ] |
| Reino Unido    | BPI                    | Platino       | 300 000             | [ 22 ] |
| España         | Promusicae             | Platino       | 100 000             | [ 23 ] |
| Suiza          | IFPI Switzerland       | Oro           | 25 000              | [ 24 ] |